# Culladia strophaea
Culladia strophaea là một loài bướm đêm trong họ Crambidae.